# Avtocesta A6
Die Avtocesta A6 (slowenisch für ‚Autobahn A6‘), auch Avtocesta Postojna–Jelšane genannt, ist eine geplante Autobahn in Slowenien. Sie soll in der Nähe der Stadt Postojna (deutsch: Adelsberg) an der Avtocesta A1 beginnen und in südlicher Richtung nach Jelšane bis zur kroatischen Grenze verlaufen. Von dort soll es weiter auf die Autocesta A7 in Richtung Rijeka gehen. Die A6 soll Teil der Adriatisch-ionischen Autobahn werden. Durch die A6 soll die parallel verlaufende Glavna cesta 6 entlastet werden, da diese Straße in der Sommersaison sehr stark belastet ist und es zu langen Staus in Richtung der kroatischen Grenze kommt. Die Länge der geplanten Autobahn soll 37,5 km betragen. Mit einem Baubeginn der A6 ist frühestens ab 2030 zu rechnen.